# Erlöserkirche (Hamburg-Lohbrügge)

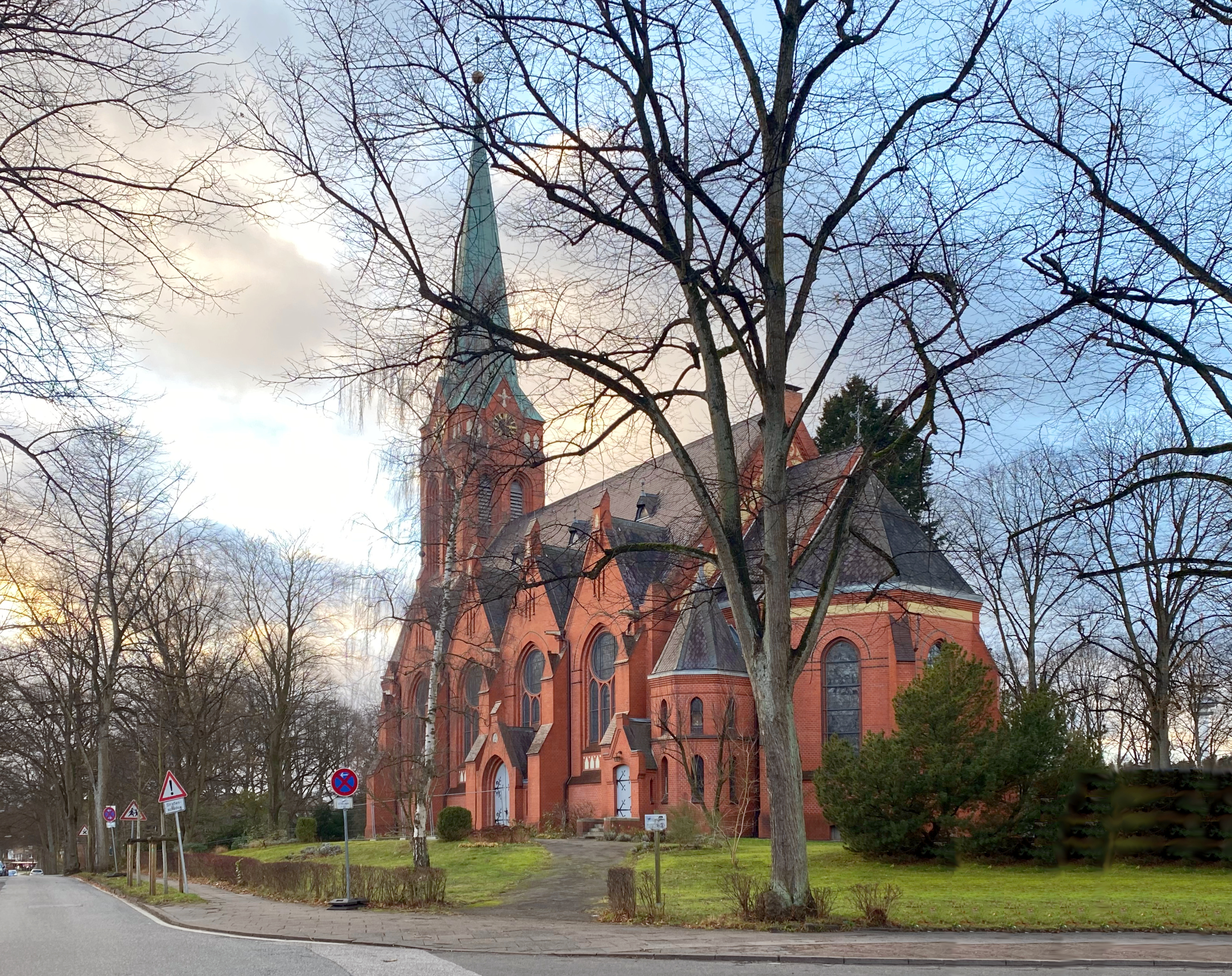
Ansicht von der Lohbrügger Kirchstraße

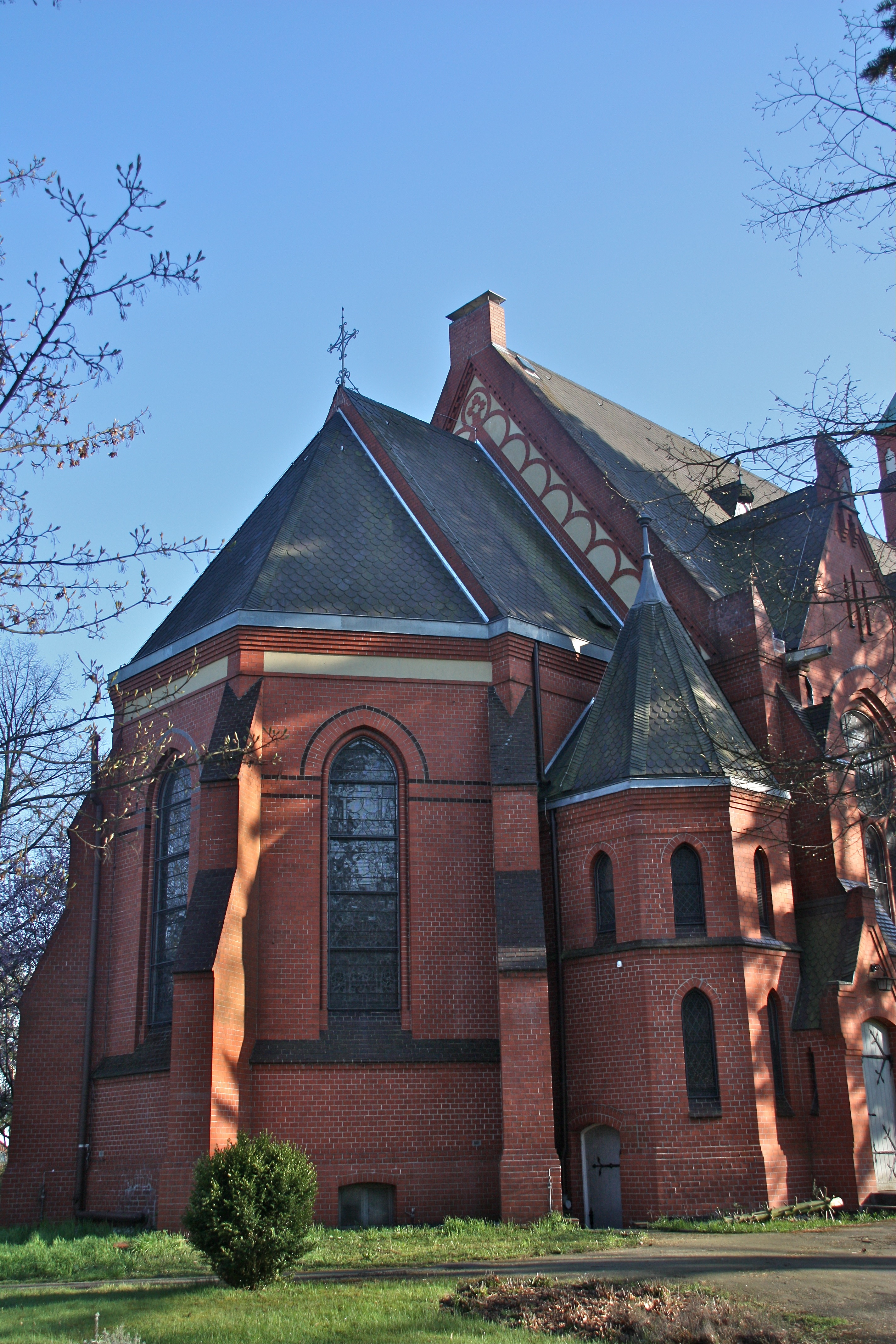
Ansicht von der Chorseite

Die evangelisch-lutherische Erlöserkirche liegt im Hamburger Stadtteil Lohbrügge an der nach ihr benannten Lohbrügger Kirchstraße. Sie ist eines der wichtigsten Werke des Architekten Hugo Groothoff und gehört zu einer Reihe ähnlicher Kirchen, die er in den 1890er-Jahren im damaligen Stormarn errichtete.

## Bau der Kirche
Nachdem Mitte des 19. Jahrhunderts der Industrielle Wilhelm Bergner in Lohbrügge seine Maschinenfabrik gegründet hatte, begann eine Phase mit starkem Bevölkerungswachstum. Daraus ergab sich der Wunsch nach einer eigenen Kirche, der allerdings lange nicht umgesetzt werden konnte. Erst als 1892 ein Teil der Waldgebiete der Umgebung abbrannten, ergab sich die Gelegenheit, dort den heutigen Bauplatz zu sichern. Ab November 1894 war das heutige Lohbrügge kirchlich eigenständig, als es von Steinbek abgetrennt wurde. In den folgenden Jahren begann die Planung, die Baugenehmigung wurde am 11. März 1897 erteilt. Die Ausmaße der Kirche, die hohe Qualität der baulichen Ausführung und ihre Lage auf einer Anhöhe sowie die sorgfältig gärtnerisch gestaltete Umgebung zeigen den hohen repräsentativen Anspruch der damals aufstrebenden Gemeinde.
Die tatsächliche Bauzeit zog sich von 1896 bis 1899 hin. Grundsteinlegung war am 18. Juli 1897, Richtfest am 18. Februar 1898. Nach Beendigung des Baus war die Erlöserkirche einer der teuersten Kirchbauten Groothoffs geworden.
Am 19. März 1899 weihte der Generalsuperintendent Ruperti in Anwesenheit des deutschen Kaiserpaares die Kirche ein. Im Zuge der Feierlichkeiten erhielt Hugo Groothoff für seine Verdienste um den Kirchenbau den Preußischen Kronenorden.
Die Kirche wurde als neugotischer Backsteinsaal mit eingezogener polygonaler Apsis und einzelnem 50 m hohen Turm errichtet. Die durch Strebepfeiler, große Fensterbögen und kleine Querdächer gegliederten Längsfassaden bestimmen den Eindruck des Gebäudes. Diese Struktur setzt sich im Innenraum als Wandpfeiler fort und wirkt dort ähnlich wie Seitenkapellen. Die Längsfassaden werden jeweils durch einen kleinen Turm an jedem Ende gerahmt. Im südöstlichen dieser Türme ist die Sakristei untergebracht.
Die gesamte Länge der Kirche beträgt etwa 38 Meter und die Breite etwa 17,5 Meter.
Der Innenraum wurde 1952 und 1959 umgestaltet, der Turm erhielt 1963 ein Kupferdach, eine vollständige Restaurierung des Gebäudes erfolgte 2009.

## Ausstattung
Die Innenausstattung ist weitgehend im Original erhalten, was die Kirche gegenüber vielen anderen Kirchen ihrer Bauperiode auszeichnet.
Die vollständig erhaltenen Fenster aus der Werkstatt von Karl de Bouché sind von besonderer Bedeutung für den historischen Kirchenbau in Norddeutschland. Der achtteilige Fensterzyklus stellt das Leben Christi in biblischer Reihenfolge dar. Auf der Ostseite beginnt der Zyklus bei  Geburt und zeigt weitere Szenen aus Jesu Leben, auf der Westseite wird die Vorgeschichte der Kreuzigung dargestellt. Die Kreuzigung, Auferstehung und Himmelfahrt sind Themen der drei weiteren zentralen Chorfenster. Sie stellen somit gleichzeitig Fortsetzung und Abschluss des Bilderzyklus der Seitenwände dar. Die gesamte Symbolik der Fenster konzentriert sich auf Jesus Christus und unterstreicht so, dass die Kirche explizit Christus als Erlöser gewidmet ist. Die Rundfenster zeigen zwar keine einheitliche Symbolik, sind aber genauso hervorragend und sorgfältig gearbeitet wie die großen Langfenster.
Groothoff entwarf für die Kirche einen aufwändigen, dreiteiligen Altaraufsatz im neogotischen Stil. Im oberen Teil fanden sich die Symbole des Heiligen Geistes, der Hauptteil wird von einem Gemälde Arthur Siebelists eingenommen, dass eine Abendmahlsszene zeigt. Der Altaraufsatz wurde 1959 abmontiert.
Die Kirche verfügt über drei Glocken, deren kleinste die einzige noch verbliebene Bronzeglocke ist.

## Orgel
Die Orgel hat eine bewegte Baugeschichte hinter sich. Den ersten Neubau schuf 1899 Ernst Röver, diesen baute 1959 die Orgelbaufirma Kemper um, verwendete dabei jedoch einen Großteil der Pfeifen und Register der Röver-Orgel. Für die Restaurierung von 2011, bei der auch die Disposition leicht geändert und ein neuer Spieltisch eingebaut wurde, war dann Orgelbau Rudolf von Beckerath verantwortlich. Die aktuelle Disposition lautet:
| I Rückpositiv C–f3 |                 |    |
| 1.                 | Singend Gedackt | 8′ |
| 2.                 | Quintade        | 8′ |
| 3.                 | Engprinzipal    | 8′ |
| 4.                 | Rohrflöte       | 4′ |
| 5.                 | Blockflöte      | 2′ |
| 6.                 | Sifflöte        | 1′ |
| 7.                 | Scharff III–IV  |    |
| 8.                 | Dulzian         | 8′ |
|                    | Tremulant       |    |

| II Hauptwerk C–f3 |             |       |
| 9.                | Holzgedackt | 16′   |
| 10.               | Prinzipal   | 8′    |
| 11.               | Hohlflöte   | 8′    |
| 12.               | Gemshorn    | 8′    |
| 13.               | Oktave      | 4′    |
| 14.               | Gedackt     | 4′    |
| 15.               | Quinte      | 2 ⁄3′ |
| 16.               | Oktave      | 2′    |
| 17.               | Mixtur V    | 1 ⁄3′ |
| 18.               | Dulcian     | 16′   |
| 19.               | Trompete    | 8′    |

| III Oberwerk C–f3 |                 |       |
| 20.               | Holzprinzipal   | 8′    |
| 21.               | Gambe           | 8′    |
| 22.               | Lochflöte       | 4′    |
| 23.               | Strichflöte     | 4′    |
| 24.               | Waldflöte       | 2′    |
| 25.               | Quinte          | 1 ⁄3′ |
| 26.               | Sesquialtera II |       |
| 27.               | Zimbel III      |       |
| 28.               | Oboe            | 8′    |
|                   | Tremulant       |       |

| Pedal C–f1 |                 |       |
| 29.        | Prinzipalbaß    | 16′   |
| 30.        | Subbaß          | 16′   |
| 31.        | Oktavbaß        | 8′    |
| 32.        | Flötbaß         | 8′    |
| 33.        | Choralbaß       | 4′    |
| 34.        | Rauschpfeife IV | 2 ⁄3′ |
| 35.        | Posaune         | 16′   |
| 36.        | Schalmei        | 4′    |

- Zimbelstern
- Koppeln: I/II, I/III, II/III, I/P, II/P, III/P
- Spielhilfen: 3 freie Kombinationen, 2 freie Pedalkombinationen, Crescendowalze, Walze ab, Koppeln aus Crescendowalze, Pedal an, Handregister an, Tutti, Zungen ab, Zungeneinzelabsteller

## Friedhof
Der Friedhof war von Beginn an zusammen mit der Kirche geplant und passend zu ihr gestaltet. Das Mausoleum für den Industriellen Wilhelm Bergner aus dem Jahre 1900 stammt wie die Kirche von Hugo Groothoff. Bergner leistete für den Bau der Kirche großzügige Finanzierungshilfen.

## Fotografien und Karte
Koordinaten: 53° 29′ 52″ N, 10° 12′ 5″ O

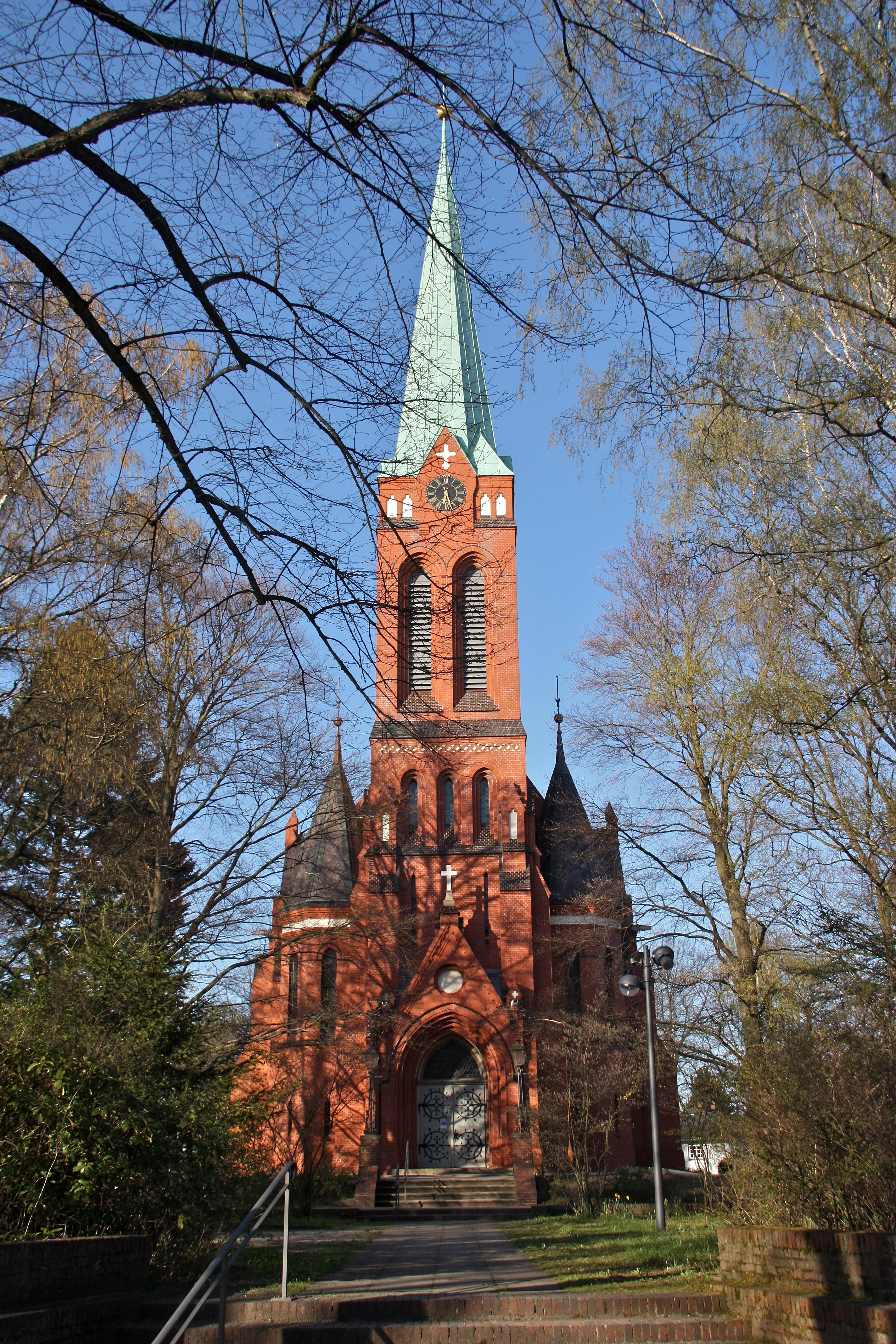
Turm
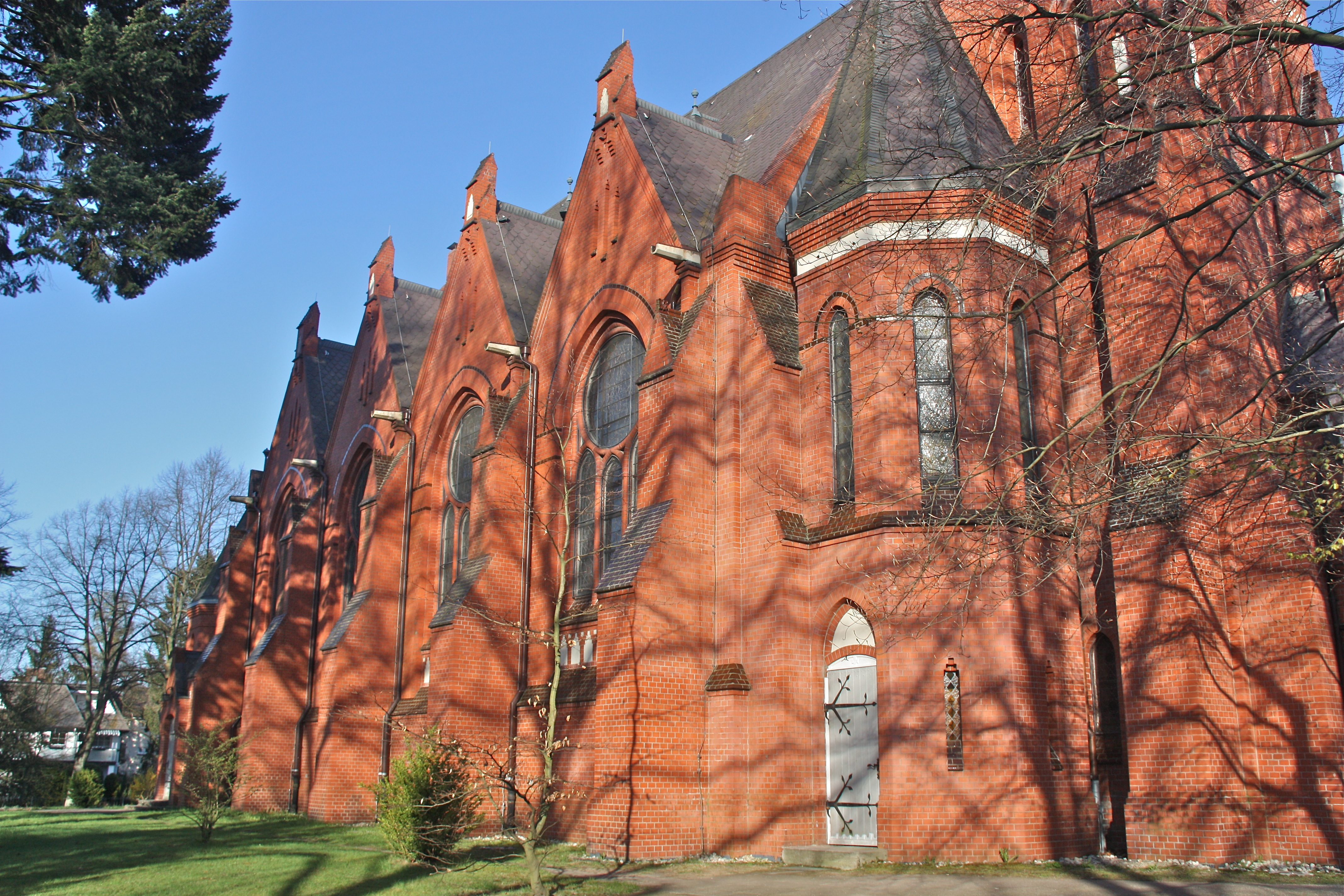
Querdächer des Seitenschiffs
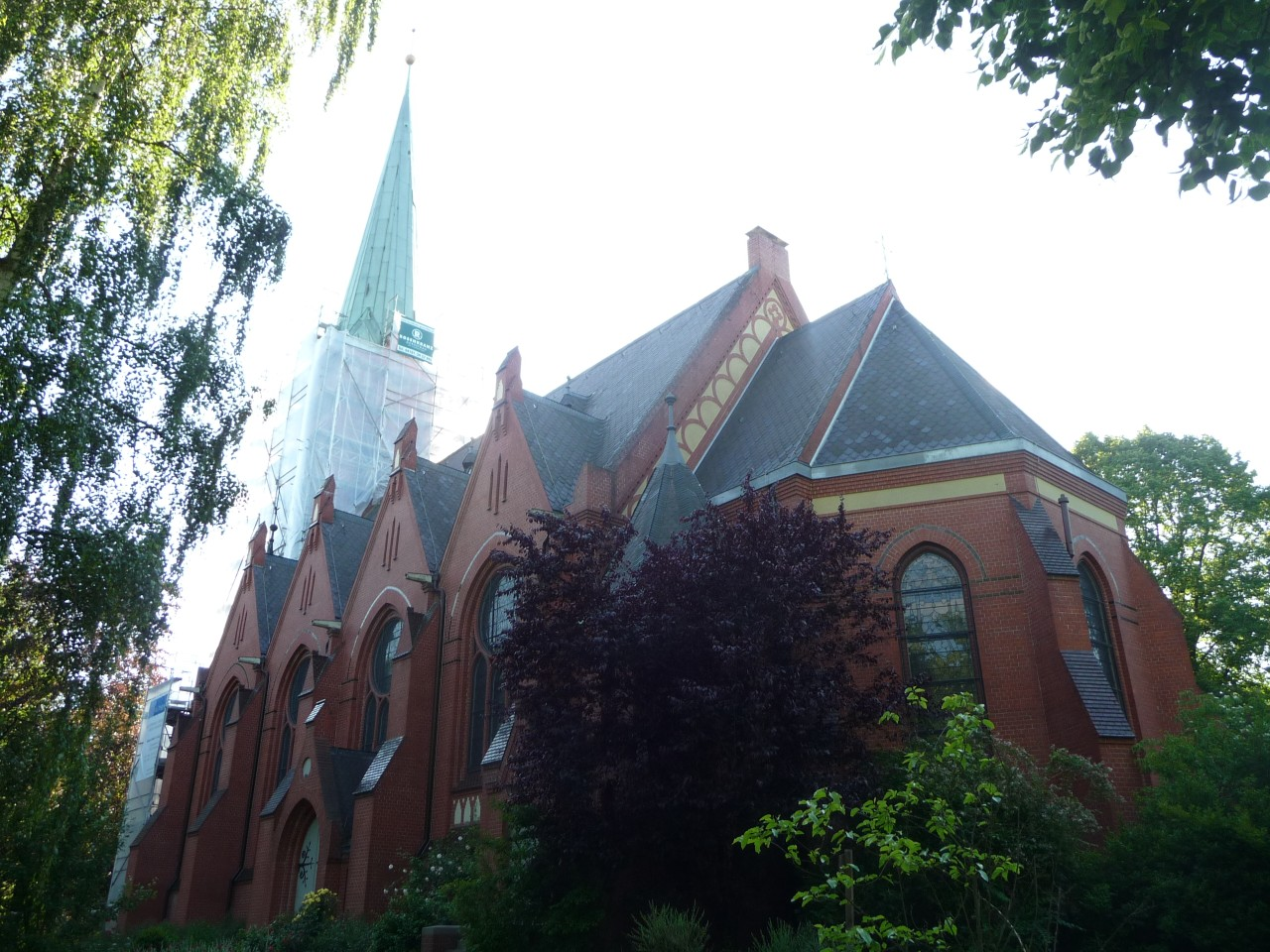
Restaurierung 2009 mit eingerüstetem Turm
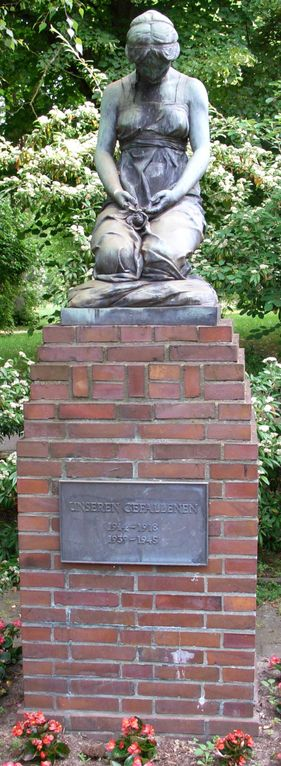
Denkmal für die Gefallenen der Weltkriege
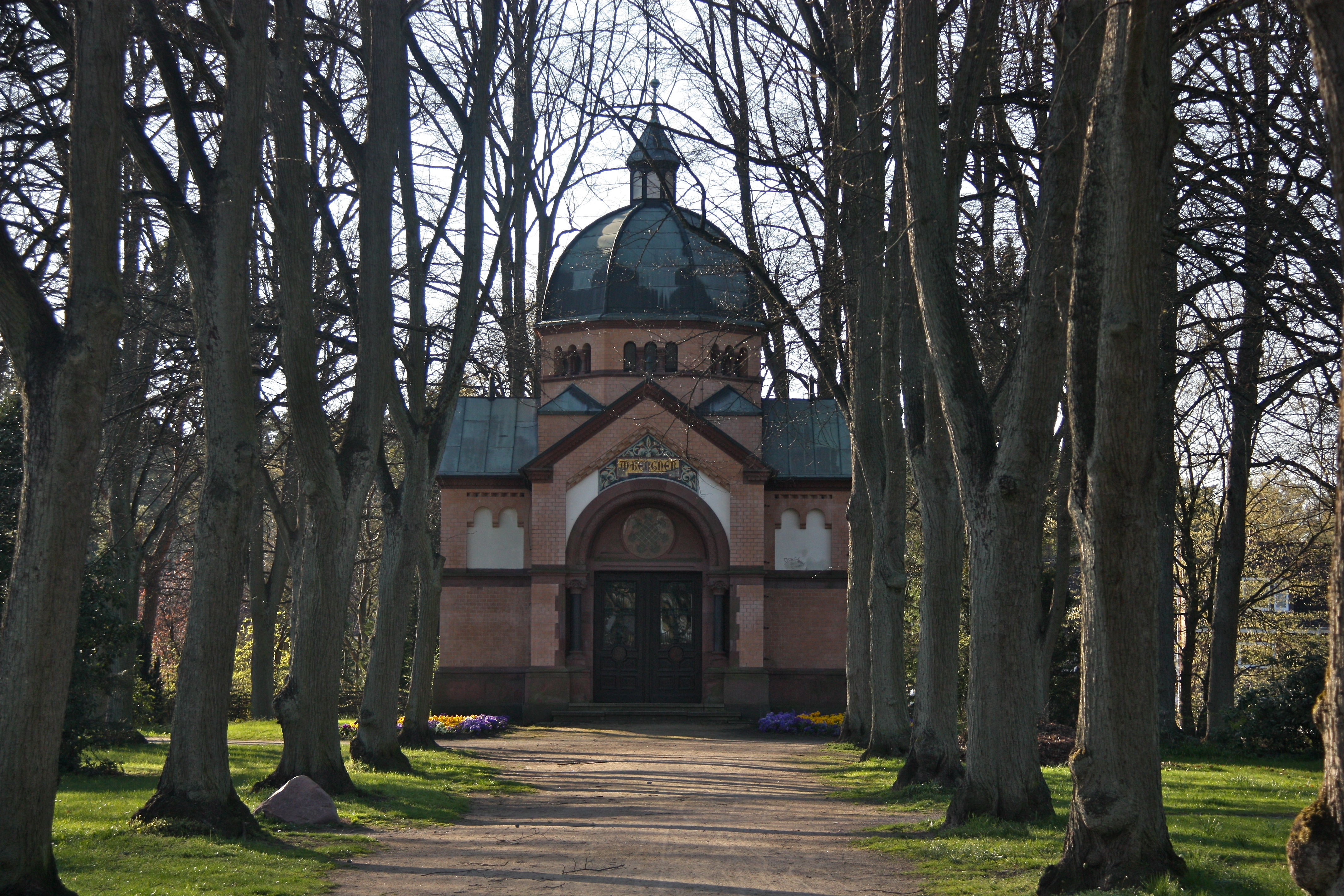
Mausoleum Bergner, Ostseite